# Paul Bahoken
Paul Bahoken (Douala, 1955. július 7. –) kameruni válogatott labdarúgó.

## Pályafutása

### Klubcsapatban
1975 és 1977 között a Tonnerre Yaoundé játékosa volt. 1977 és 1986 között Franciaországban játszott a Stade Reims B, a Troyes, a AS Cannes, a Valenciennes, az Olympique Alès és a Stade Raphaëlois együttesében.

### A válogatottban
1977 és 1984 között 9 alkalommal szerepelt a kameruni válogatottban és 4 gólt szerzett. Részt vett az 1982-es világbajnokságon, illetve a Los Angeles-i 1984. évi nyári olimpiai játékokon.